# Saint-Pierre-d'Eyraud
 Saint-Pierre-d'Eyraud  (en occitano Sent Peir d'Eiraud) es una población y comuna francesa, situada en la región de Aquitania, departamento de Dordoña, en el distrito de Bergerac y cantón de La Force.

## Demografía
| 1396 | 1358 | 1294 | 1366 | 1476 | 1480 |
| Para los censos de 1962 a 1999 la población legal corresponde a la población sin duplicidades (Fuente: INSEE [Consultar]) |      |      |      |      |      |